# Indigofera micheliana
Indigofera micheliana är en ärtväxtart som beskrevs av Joseph Nelson Rose. Indigofera micheliana ingår i släktet indigosläktet, och familjen ärtväxter. Inga underarter finns listade i Catalogue of Life.